# Брусарці
Бруса́рці (болг. Брусарци) — місто в Монтанській області Болгарії. Адміністративний центр общини Брусарці.

## Населення
За даними перепису населення 2011 року у місті проживали 1208 осіб.
Національний склад населення міста:
| Національність   | Кількість осіб | Відсоток |
| ---------------- | -------------- | -------- |
| болгари          | 1125           | 93,9%    |
| цигани           | 71             | 5,9%     |
| турки            | 0              | 0%       |
| Всього відповіли | 1198           |          |

Розподіл населення за віком у 2011 році:
Динаміка населення: